# Hobscheid
Hobscheid (lb. Habscht) − miejscowość i gmina w południowo-zachodnim Luksemburgu, w kantonie Capellen. Do 3 października 2015 gmina leżała w dystrykcie Luksemburg. Siedziba administracyjna gminy znajduje się w miejscowości Eischen (Äischen). Gmina graniczy z Belgią.

## Podział administracyjny
Do gminy należy 13 miejscowości, w tym pięć (Uertschaft) oraz osiem lieu-dit:
1. Eechelsbarrière, lieu-dit
2. Eischen (Äischen)
3. Felleschmühle (Felleschmillen), lieu-dit
4. Gaichel (Gäichel), lieu-dit
5. Greisch (Gräisch)
6. Hobscheid (Habscht)
7. Jénkenhaff (Jinkenhof), lieu-dit
8. Kreuzerbuch (Kräizerbuch), lieu-dit
9. Leesbach (Léisbech), lieu-dit
10. Roodt-sur-Eisch (Rued / Roodt-Eisch)
11. Septfontaines (Simmer / Simmern)
12. Simmerfarm, lieu-dit
13. Simmerschmelz, lieu-dit